# Председник Скупштине Републике Косово
Председник Скупштине Републике Косово (алб. Kryetari i Kuvendit të Kosovës) је председник Скупштине Републике Косово, кога бира Скупштина по отварању седнице. Актуелни председник је Гљаук Коњуфца.

## Списак председника
| #     | Портрет | Име (рођење—смрт)          | Мандат             | Мандат             | Политичка странка                                                            |
| ----- | ------- | -------------------------- | ------------------ | ------------------ | ---------------------------------------------------------------------------- |
| в. д. |         | Ханс Хекеруп (1945—2013)   | 10. децембар 2001. | 10. децембар 2001. | Независни                                                                    |
| 1.    |         | Неџат Даци (1944)          | 10. децембар 2001. | 10. март 2006.     | Демократски савез Косова                                                     |
| 2.    |         | Коља Бериша (1947—2021)    | 10. март 2006.     | 12. децембар 2007. | Демократски савез Косова                                                     |
| 3.    |         | Јакуп Краснићи (1951)      | 12. децембар 2007. | 17. јул 2014.      | Демократска партија Косова (до 2014)Социјалдемократска иницијатива (од 2014) |
| в. д. |         | Фљора Бровина (1949)       | 17. јул 2014.      | 8. децембар 2014.  | Демократска партија Косова                                                   |
| 4.    |         | Кадри Весели (1966)        | 8. децембар 2014.  | 3. август 2017.    | Демократска партија Косова                                                   |
| в. д. |         | Адем Микуловци (1937—2020) | 3. август 2017.    | 7. септембар 2017. | Самоопредељење                                                               |
| (4)   |         | Кадри Весели (1966)        | 7. септембар 2017. | 26. децембар 2019. | Демократска партија Косова                                                   |
| в. д. |         | Јахја Кокај (1948)         | 26. децембар 2019. | 26. децембар 2019. | Самоопредељење                                                               |
| 5.    |         | Гљаук Коњуфца (1981)       | 26. децембар 2019. | 3. фебруар 2020.   | Самоопредељење                                                               |
| 6.    |         | Вјоса Османи (1982)        | 3. фебруар 2020.   | 22. март 2021.     | Демократски савез Косова (2020)Усуди се (2021)                               |
| в. д. |         | Авни Дехари (1947)         | 22. март 2021.     | 22. март 2021.     | Самоопредељење                                                               |
| (5)   |         | Гљаук Коњуфца (1981)       | 22. март 2021.     | данас              | Самоопредељење                                                               |